# Adam Cianciarulo
Pas d'image ? Cliquez ici
Adam Cianciarulo, né le 20 octobre 1996 à Port Orange en Floride, est un pilote de motocross américain. Il pilote actuellement dans le team Monster Energy Pro Circuit Kawasaki.

## Biographie
C'est en regardant les courses de Supercross à la télévision, à l'âge de 3 ou 4 ans, qu'Adam Cianciarulo veut devenir pilote de moto-cross. Son père lui achète sa première moto l'année suivante.
Après de nombreuses victoires en amateur, dont 11 titres AMA National MX Amateur, Adam passe professionnel en 2013 à l'orée du championnat AMA Motocross Lites. 
Soutenu depuis plusieurs années par Kawasaki grâce au Green Team, c'est donc tout naturellement qu'Adam commence sa carrière professionnelle au sein du Team Monster Energy Pro Circuit Kawasaki.

## Carrière

### 2013: débuts professionnels
Dans la structure dirigée par Mitch Payton, il peut compter sur l'expérience de pilotes comme Blake Baggett, Martin Davalos ou encore Tyla Rattray pour progresser. Adam est absent des premières épreuves du championnat 2013 de motocross car atteint d'une salmonellose. Cianciarulo ne fait ses débuts professionnels que le 9 juin 2013, lors de la 5e épreuve, à Budds Creek. Pour sa première année en 250 cm3, il obtient de bons résultats, se classant 5 fois dans le top 10 et terminant une fois sur le podium lors de la première manche à Utah. Adam finit à la 16e place du championnat remporté par Eli Tomac.

### 2014: premières victoires en AMA
Adam, qui porte maintenant le numéro #46, commence la saison 2014 par le championnat AMA Supercross Côte Est. Ses deux coéquipiers dans le Team Monster Pro Circuit Kawasaki sont Martin Davalos et Blake Baggett. Le rookie commence sa carrière en Supercross par une victoire lors du SX d'Arlington, le 15 février 2014, chose qui n'avait plus été vue depuis 2008,.
Après 3 victoires et 2 seconde place en 5 courses, Adam est stoppé dans sa conquête du titre lors de l'épreuve de Toronto. En effet, lors de la finale, il se déboîte l'épaule pour la seconde fois de la journée. Cette blessure l'empêche de terminer la finale et le fait rétrograder à la seconde place du championnat alors qu'il était en tête avant l'épreuve.
Adam se fait opérer l'épaule gauche à la suite de cela, ce qui l'oblige à observer une période de 3 à 4 mois de convalescence.
Adam ne peut donc pas disputer les 3 dernières épreuves du championnat de SX. Cianciarulo termine 5e du championnat remporté par le pilote Honda Justin Bogle.
Après avoir observé sa période de convalescence, Adam se concentre sur la préparation de sa saison 2015 et ne participe pas au Lucas Oil Pro Motocross Championship 2014.

### 2015: une année plombée par les blessures
Son retour en course en 2015 est retardé par une chute lors du Supercross de Genève, le 5 décembre 2014. Cette blessure à l'épaule l'oblige à subir une intervention chirurgicale et à déclarer forfait pour la saison 2015 de Supercross qui débute en janvier. Adam doit de nouveau se concentrer sur sa préparation pour entamer dans les meilleures conditions sa saison lors du championnat Outdoor qui commence en mai.

## Résultats détaillés en carrière

### Résultats en AMA Supercross
| Année | Équipe                       | Moto             | 1   | 2   | 3   | 4   | 5   | 6   | 7   | 8   | 9   | Classement | Points |
| ----- | ---------------------------- | ---------------- | --- | --- | --- | --- | --- | --- | --- | --- | --- | ---------- | ------ |
| 2014  | Monster Pro Circuit Kawasaki | Kawasaki KX 250F | ARL | ATL | IND | DAY | DET | TOR | LOU | RUT | LAS | 5e         | 120    |
| 2014  | Monster Pro Circuit Kawasaki | Kawasaki KX 250F | 1   | 2   | 1   | 2   | 1   | 22  | -   | -   | -   | 5e         | 120    |

### Résultats en AMA Motocross
| Année | Équipe                       | Moto             | 1        | 1        | 2              | 2              | 3              | 3              | 4          | 4          | 5           | 5           | 6           | 6           | 7         | 7         | 8            | 8            | 9            | 9            | 10       | 10       | 11          | 11          | 12            | 12            | Classement | Points |
| ----- | ---------------------------- | ---------------- | -------- | -------- | -------------- | -------------- | -------------- | -------------- | ---------- | ---------- | ----------- | ----------- | ----------- | ----------- | --------- | --------- | ------------ | ------------ | ------------ | ------------ | -------- | -------- | ----------- | ----------- | ------------- | ------------- | ---------- | ------ |
| 2013  | Monster Pro Circuit Kawasaki | Kawasaki KX 250F | Hangtown | Hangtown | Thunder Valley | Thunder Valley | Tennessee      | Tennessee      | High Point | High Point | Budds Creek | Budds Creek | Moto-X 338  | Moto-X 338  | Red Bud   | Red Bud   | Washougal    | Washougal    | Spring Creek | Spring Creek | Unadilla | Unadilla | Utah        | Utah        | Lake Elsinore | Lake Elsinore | 16e        | 138    |
| 2013  | Monster Pro Circuit Kawasaki | Kawasaki KX 250F | -        | -        | -              | -              | -              | -              | -          | -          | 14          | 17          | 9           | 12          | 11        | 15        | 6            | 16           | 9            | 12           | 19       | 13       | 3           | 9           | 14            | 40            | 16e        | 138    |
| 2015  | Monster Pro Circuit Kawasaki | Kawasaki KX 250F | Hangtown | Hangtown | Glen Helen     | Glen Helen     | Thunder Valley | Thunder Valley | Tennessee  | Tennessee  | High Point  | High Point  | Budds Creek | Budds Creek | Red Bud   | Red Bud   | Spring Creek | Spring Creek | Washougal    | Washougal    | Unadilla | Unadilla | Utah        | Utah        | Ironman       | Ironman       | 14e        | 178    |
| 2015  | Monster Pro Circuit Kawasaki | Kawasaki KX 250F | 9        | 11       | 12             | 10             | 5              | 4              | 5          | 3          | 2           | 12          | 8           | 2           | -         | -         | -            | -            | -            | -            | -        | -        | -           | -           | -             | -             | 14e        | 178    |
| 2016  | Monster Pro Circuit Kawasaki | Kawasaki KX 250F | Hangtown | Hangtown | Glen Helen     | Glen Helen     | Thunder Valley | Thunder Valley | High Point | High Point | Tennessee   | Tennessee   | Red Bud     | Red Bud     | Southwick | Southwick | Spring Creek | Spring Creek | Washougal    | Washougal    | Unadilla | Unadilla | Budds Creek | Budds Creek | Ironman       | Ironman       |            |        |
| 2016  | Monster Pro Circuit Kawasaki | Kawasaki KX 250F | 12       | 11       | 11             | 14             | 6              | 38             | 10         | 11         | 11          | 22          | 7           | 8           |           |           |              |              |              |              |          |          |             |             |               |               |            |        |

## Palmarès
- 11 titres AMA National Amateur MX de 2005 à 2012[14]
- Vainqueur de la Monster Energy Cup 2011 - catégorie Super Mini[15]
- Second de la Monster Energy Cup 2012 - catégorie All-Star Amateur[16]
- Vainqueur du Supercross Lites d'Arlington 2014
- Vainqueur du Supercross Lites d'Indianapolis 2014
- Vainqueur du Supercross Lites de Détroit 2014